# Berzème
 Berzème  es una población y comuna francesa, ubicada en la región de Ródano-Alpes, departamento de Ardèche, en el distrito de Privas y cantón de Villeneuve-de-Berg.

## Demografía
| 166 | 173 | 123 | 131 | 107 | 135 |
| Para los censos de 1962 a 1999 la población legal corresponde a la población sin duplicidades (Fuente: INSEE [Consultar]) |     |     |     |     |     |